# 東広島市立三永小学校
東広島市立三永小学校（ひがしひろしましりつ みながしょうがっこう）は、広島県東広島市西条町下三永にある市立小学校。

## 概要
東広島市の南部にある。東広島駅周辺の都市開発によって、児童数は増加している時期もあったが，現在はほとんど変わっていない。6年生の児童が，金管バンドと和太鼓，合唱による「ふるさと三永」に取り組み，発表をしている。

## 沿革
- 1957年6月 - 上三永小学校と下三永小学校を統合して開校。
- 1974年4月 - 町合併・市制施行により東広島市立三永小学校と改称。校歌制定。
- 1986年3月 - 新校舎落成。
- 2003年6月 - プール完成記念式典。
- 2010年3月 - 増築校舎（東棟・西棟）完成。

## 学校行事
- 4月 - 入学式、遠足
- 5月 - 修学旅行、運動会
- 11月 - 学習発表会
- 12月 - 持久走大会
- 3月 - 卒業式

## 通学区域
- 東広島市
  - 三永一丁目、二丁目、三丁目
  - 西条町上三永
  - 西条町下三永の一部

## 進学先中学校
- 東広島市立向陽中学校

## 周辺
- 東広島駅